# 266854 Sezenaksu
266854 Sezenaksu este o planetă minoră (asteroid) din centura de asteroizi. A fost descoperită pe 24 octombrie 2009 la Nogales de Jean-Claude Merlin⁠(d). 
Obiectul prezintă o orbită caracterizată de o semiaxă mare de 2,976810432182 UAi, o excentricitate de 0,08, o înclinație de 4,3 ° în raport cu ecliptica.